# ウィリアム・ウィルソン・モーガン
ウィリアム・ウィルソン・モーガン（William Wilson Morgan, 1906年1月3日 – 1994年6月21日）はアメリカ合衆国の天文学者。O型やB型に分類される恒星が銀河のひも状の分枝に分布していることを発見するなどでの功績をあげた。
ワシントン・アンド・リー大学で学んだ後、ヤーキス天文台で働いた。ドナルド・オスターブロック、スチュワート・シャープレスとともに、O型星、B型星の距離の測定結果から銀河系の渦巻きの腕があることを示した。

## 賞
- ブルース・メダル（1958年）
- ヘンリー・ノリス・ラッセル講師職 (1961年)
- ヘンリー・ドレイパー・メダル (1980年)
- ハーシェル・メダル (1983年)

## 命名
- 小惑星：(3180) Morgan[1]。